# تومور سلول زایا
تومور سلول زایا (انگلیسی: Germ cell tumor) یا به‌اختصار «GCT» یک نئوپلاسم است که از سلول‌های زایای اولیه مشتق شده است. تومورهای سلول زاینده می‌توانند بدخیم یا خوش‌خیم باشند. سلول‌های زایا به‌طور معمول در داخل غدد جنسی (گُنادها) (تخمدان و بیضه) ایجاد می‌شوند. تومورهای سلول زایایی که خارج از غدد جنسی منشأ می‌گیرند ممکن است نوعی ناهنجاری مادرزادی ناشی از خطاهایی در طول رشد رویان باشند.
تومورهای سلول زایا بدون توجه به محل قرارگیری‌شان در بدن، بر اساس بافت‌شناسی‌شان طبقه‌بندی می‌شوند. با این حال، با در دسترس قرار گرفتن اطلاعات بیشتر در مورد ژنتیک این تومورها، این تومورها ممکن است بر اساس جهش‌های ژنی ویژه که مشخصهٔ تومورهای خاصی هستند طبقه‌بندی شوند. تومورهای سلول زایا به‌طور کلی به دو گروه تقسیم می‌شوند:
- تومورهای ژرمینومایی یا سمینومایی سلول زایا (GGCT, SGCT) فقط شامل ژرمینوم و تومورهای مشابه آن دیسژرمینوم و سمینوم هستند.
- تومورهای غیرژرمینومایی یا غیر سمینومایی (NGGCT, NSGCT) شامل سایر تومورهای سلول زایا، از نوع خالص و مخلوط می‌شود.

این دو گروه یک تفاوت بالینی مهم دارند. در مقایسه با تومورهای ژرمینومایی، تومورهای غیرژرمینومایی تمایل به رشد سریع‌تری دارند، میانگین سنی در زمان تشخیص زودتر دارند (حدود ۲۵ سال در مقابل ۳۵ سال، در مورد سرطان‌های بیضه)، و بقای پنج ساله کمتری دارند. نرخ میزان بقای تومورهای ژرمینومایی تا حدی بیشتر است زیرا این تومورها به تشعشع بسیار حساس هستند و همچنین به شیمی‌درمانی پاسخ خوبی می‌دهند. با این حال، پیش آگهی تومورهای غیرژرمینومایی به دلیل استفاده از رژیم‌های شیمی‌درمانی مبتنی بر پلاتین به‌طور چشمگیری بهبود یافته است.

### ژرمینومایی
| تومور                                 | ICD-O   | بیشترین شیوع سنی (سال) | خوش‌خیم یا بدخیم | بافت‌شناسی                                                                | نشانگر زیستی سرطان          |
| ------------------------------------- | ------- | ---------------------- | --------------- | ------------------------------------------------------------------------ | --------------------------- |
| ژرمینوم (از جمله دیس‌ژرمینوم و سمینوم) |         | ۴۰–۵۰                  | بدخیم           | ورقه‌های سلول‌های چند ضلعی یکنواخت با سیتوپلاسم محوشده. لنفوسیت در استروما | حدود ۱۰٪ اچ‌سی‌جی بالا دارند  |
| دیس‌ژرمینوم                            | M9060/3 |                        |                 |                                                                          |                             |
| سمینوم                                | M9061/3 |                        |                 |                                                                          | آلکالین فسفاتاز جفتی (PLAP) |

### غیرژرمینومایی
| تومور                                                                            | ICD-O         | بیشترین شیوع سنی (سال) | خوش‌خیم یا بدخیم                                                                                        | بافت‌شناسی                                                                            | نشانگر زیستی سرطان                                    |
| -------------------------------------------------------------------------------- | ------------- | ---------------------- | --- | ------------------------------------------------------------------------------------ | ----------------------------------------------------- |
| کارسینوم جنینی                                                                   | ۹۰۷۰/۳        | ۲۰–۳۰                  | بدخیم                                                                                                  | سلول‌های پلئومورفیک با تمایز ضعیف در طناب‌های جنسی، لایه‌های رویانی یا تشکیلات پاپیلاری | ترشح اچ‌سی‌جی، آلفا فیتوپروتئین                         |
| تومور سینوس اندومتریال، همچنین به عنوان تومور کیسهٔ زرده (EST, YST) شناخته می‌شود. | ۹۰۷۱/۳        | ۳                      | بدخیم                                                                                                  | سلول‌های شبه اندوتلیومی، مکعبی یا ستونی با تمایز ضعیف                                 | ۱۰۰٪ ترشح آلفا فیتوپروتئین                            |
| کوریوکارسینوم                                                                    | ۹۱۰۰/۳        | ۲۰–۳۰                  | بدخیم                                                                                                  | سیتوتروفوبلاست و سینسیتیوتروفوبلاست بدون تشکیل پرز                                   | ۱۰۰٪ ترشح اچ‌سی‌جی                                      |
| تراتوم از جملهٔ تراتوم کامل، کیست درموئید، تراتوم ناکامل، تراتوم با تغییرات بدخیم | ۹۰۸۰/۰–۹۰۸۰/۳ | ۰–۳ و ۱۵–۳۰            | تراتوم کامل و کیست درموئید معمولاً خوش‌خیم است (اما نیازمند پایش و پیگیری منظم هستند); بقیه معمولاً بدخیم | متغیر است، اما وجود بافت‌های «عادی» رایج هستند                                        | تومورهای خالص اچ‌سی‌جی و آلفا فیتوپروتئین ترشح نمی‌کنند. |
| پلی‌امبریوم                                                                       | ۹۰۷۲/۳        | ۱۵–۲۵                  | ? | ?                                                                                    | ?                                                     |
| گنادوبلاستوم                                                                     | ۹۰۷۳/۱        | ?                      | ? | ?                                                                                    | ?                                                     |

### تومور مختلط
| تومور | ICD-O | بیشترین شیوع سنی (سال) | خوش‌خیم یا بدخیم | بافت‌شناسی                      | نشانگر زیستی سرطان             |
| ----- | ----- | ---------------------- | --------------- | ------------------------------ | ------------------------------ |
| مختلط |       | ۱۵–۳۰                  | بدخیم           | بستگی به اجزاء تشکیل‌دهنده دارد | بستگی به اجزاء تشکیل‌دهنده دارد |

تومورهای سلول زایای مختلط به اشکال مختلفی ایجاد می‌شوند. در این میان، یک شکل رایج تراتوم به‌همراه تومور سینوس اندودرمال است.
تراتوکارسینوم به یک تومور سلول زایا اشاره دارد که مخلوطی از تراتوم با کارسینوم جنینی، یا با کوریوکارسینوما، یا با هر دو است.

## جایگاه
تومورهای سلول زایا علیرغم نامشان، هم در داخل و هم در خارج از تخمدان و بیضه ایجاد می‌شوند. این تومورهای در جایگاه‌های زیر یافت می‌شوند:
- سر
  - در داخل جمجمه - غده اپی‌فیز و زین ترکی مکان‌ها بیشتر گزارش می‌شوند
  - داخل دهان - یک مکان نسبتاً رایج برای تراتوم
- گردن
- مدیاستن - ۱٪ تا ۵٪ از تمام تومورهای‌های سلول زایا
- لگن خاصره، به ویژه تراتوم خاجی‌دنبالچه‌ای

در زنان، تومورهای سلول زایا ۳۰٪ از تومورهای تخمدان را تشکیل می‌دهند، اما تنها ۱ تا ۳ درصد از سرطان تخمدان در آمریکای شمالی را تشکیل می‌دهند. در زنان جوان شایع تر است، بنابراین در بیماران زیر ۲۱ سال، ۶۰ درصد تومورهای تخمدان از نوع زایا و تا یک سوم بدخیم هستند. در مردان، تومورهای سلول زایای بیضه معمولاً پس از بلوغ اتفاق می‌افتند و بدخیم هستند (سرطان بیضه را ببینید). در نوزادان، شیرخواران و کودکان کمتر از ۴ سال، بیشتر آنها تراتوم خاجی‌دنبالچه‌ای هستند.
مردان مبتلا به سندرم کلاین‌فلتر ۵۰ برابر بیشتر در معرض خطر تومورهای سلول زایا هستند. در این افراد، تومورهای سلول زایا معمولاً حاوی عناصر غیر سمینوماتویی هستند که در سنین پایین‌تر رخ می‌دهد و به ندرت در غدد جنسی قرار دارند.
درمان تومورها بر حسب محل تشکیل فرق دارد و شامل جراحی (مثلا تخمدان‌برداری و هیسترکتومی)، شیمی‌درمانی با رژیم‌های بلئومایسین، اتوپوساید و آنتی‌نئوپلاستیک مبتنی بر پلاتین (همچون سیس‌پلاتین) است. اثربخشی ایمنی‌درمانی، هورمون‌درمانی و داروهای مهارکننده پروتئین کیناز در مواردی که پاسخی به شیمی‌درمانی دیده نمی‌شود در دست بررسی و پژوهش است.
پیش‌آگهی بیماری و احتمال عود مجدد آن کاملاً بسته به نوع تومور و خواص بافتی آن متفاوت است. در این میان کوریوکارسینومای بیضه بدترین پیش‌آگهی را در میان تومورهای سلول زایای بیضه داراست.